# Valerio Bonelli
Valerio Bonelli (Napoli, 8 gennaio 1976) è un montatore italiano attivo nel cinema britannico.

## Biografia
Napoletano trapiantato a Firenze, lascia l'Italia per studiare alla National Film and Television School di Londra, dove il suo tutor è il regista Stephen Frears. All'età di 21 anni fa il suo esordio nell'industria cinematografica come assistente di Pietro Scalia al montaggio de Il gladiatore. È poi rimasto nel Regno Unito, lavorando al cinema e in televisione.
A partire da un episodio della serie TV Black Mirror nel 2016, è diventato il montatore abituale di tutti i film di Joe Wright, tra cui L'ora più buia (2017) e la miniserie M - Il figlio del secolo (2025). Nel 2018 è diventato membro dell'Academy of Motion Picture Arts and Sciences.
È sposato con la documentarista Cosima Spender, con cui ha due figli. Ha montato svariati film e progetti televisivi della Spender, tra cui SanPa - Luci e tenebre di San Patrignano (2020).

## Filmografia

### Cinema
- Hannibal Lecter - Le origini del male (Hannibal Rising), regia di Peter Webber (2007)
- Senza apparente motivo (Incendiary), regia di Sharon Maguire (2008)
- Cracks, regia di Jordan Scott (2009)
- L'ordine naturale dei sogni (Cemetery Junction), regia di Ricky Gervais e Stephen Merchant (2010)
- Without Gorky, regia di Cosima Spender – documentario (2011)
- La fredda luce del giorno (The Cold Light of Day), regia di Mabrouk El Mechri (2012)
- Redemption - Identità nascoste (Hummingbird), regia di Stephen Knight (2013)
- Philomena, regia di Stephen Frears (2013)
- Palio, regia di Cosima Spender – documentario (2015)
- The Program, regia di Stephen Frears (2015)
- Florence (Florence Foster Jenkins), regia di Stephen Frears (2016)
- Il palazzo del Viceré (Viceroy's House), regia di Gurinder Chadha (2017)
- L'ora più buia (The Darkest Hour), regia di Joe Wright (2017)
- Il ragazzo che catturò il vento (The Boy Who Harnessed the Wind), regia di Chiwetel Ejiofor (2019)
- La donna alla finestra (The Woman in the Window), regia di Joe Wright (2021)
- Cyrano, regia di Joe Wright (2021)
- Andrea Bocelli: Because I Believe, regia di Cosima Spender – documentario (2024)
- Jay Kelly, regia di Noah Baumbach (2025)

### Televisione
- Derek – serie TV, episodio 1x01 (2013)
- Black Mirror – serie TV, episodio 3x01 (2016)
- SanPa - Luci e tenebre di San Patrignano – miniserie TV documentario, 5 puntate (2020)
- Corpo libero – miniserie TV, 6 puntate (2022)
- M - Il figlio del secolo – miniserie TV, 8 puntate (2025)

## Libri
- Elisa Torsiello (a cura di), L'arte invisibile del montaggio, Milano, Bietti, 2021, ISBN 978-8882484613.

## Riconoscimenti
- Satellite Award
  - 2018 – Candidatura alla miglior montaggio per L'ora più buia
- St. Louis Film Critics Association
  - 2017 – Candidatura al miglior montaggio per L'ora più buia
- Tribeca Film Festival
  - 2015 – Miglior montaggio di un documentario per Palio